# Richmond (Nueva York)
Richmond es un pueblo ubicado en el condado de Ontario en el estado estadounidense de Nueva York. En el año 2000 tenía una población de 3,452 habitantes y una densidad poblacional de 31 personas por km².

## Geografía
Richmond se encuentra ubicado en las coordenadas 42°47′30″N 77°32′00″O / 42.79167, -77.53333.

## Demografía
Según la Oficina del Censo en 2000 los ingresos medios por hogar en la localidad eran de $50,536 y los ingresos medios por familia eran $54,306. Los hombres tenían unos ingresos medios de $36,114 frente a los $26,461 para las mujeres. La renta per cápita para la localidad era de $20,808. Alrededor del 2.9% de la población estaban por debajo del umbral de pobreza.